# Station Huyton
Huyton is een spoorwegstation van National Rail in Huyton in het Engelse district Knowsley. Het station is eigendom van Network Rail en wordt beheerd door Northern Rail.
Het station fungeert als een overstapstation tussen de Liverpool-Wigan Line, en de noordelijke route van de Liverpool-Manchester Line, die kort na het station hun eigen route volgen. Het ligt dicht bij het winkelcentrum en het busstation.

## Geschiedenis
Huyton station werd geopend in 1830 en is een van de oudste reizigersstations ter wereld. Het station heette oorspronkelijk Huyton Lane Gate, daarna Huyton Lane van 1839, en ten slotte Huyton rond 1852. Tot in de jaren 1970 had het station vier perrons, maar de twee perrons aan de noordzijde van het station (perrons 3 en 4) waren gesloten, en de sporen werden verwijderd.

### Modernisering in 2010
Bijna £1 miljoen werd besteed in de modernisering van het station in 2010. De werkzaamheden omvatten een nieuwe luifel op perron 1, een nieuwe wachtkamer op Platform 2 en een nieuw gehandicaptentoilet. Verbeteringen omvatten ook het moderniseren van de tunnel met een betere belichting, moderne CCTV en nieuwe zitjes.

### Liverpool naar Manchester elektrificatie
Als onderdeel van de elektrificatie van de Liverpool-Manchester Line, werd spoor 3 weer in gebruik genomen, op tijd de dienstregeling vanaf december 2014. Het seinhuis op het station is gesloten en gesloopt, als gevolg van een nieuwe beveiliging voor het baanvak tussen Roby en Rainhill. De laatste seinpalen werden verwijderd in september 2012. Elektrificatie is reeds sinds maart 2015.

## Toekomst
Perron 4 is wederom in gebruik, als onderdeel van de verbeteringen wordt gewerkt aan de spoorweglijn. 

## Uitrusting
Het station wordt bemand gedurende circa 18 uur per dag, en is uitgerust met een boekingskantoor, een telefooncel en een automaat. Er zijn beschutte zitplaatsen op elk platform en vertrek/aankomst schermen. Recente verbeteringen omvatten liften naar de perrons en wandelpaden van de tunnel naar de perrons, om de toegang tot de perrons voor passagiers met rolstoelen of kinderwagens mogelijk te maken. Het station heeft een parkeerplaats, een taxistandplaats en fietsenrekken.

## Treindiensten
Het station heeft regelmatige diensten naar Liverpool, Manchester en Wigan. Er stoppen meerdere treinen per uur op het station, alle geëxploiteerd door Northern. De TransPennine Express van Liverpool naar Newcastle upon Tyne passeert het station, maar stopt niet.

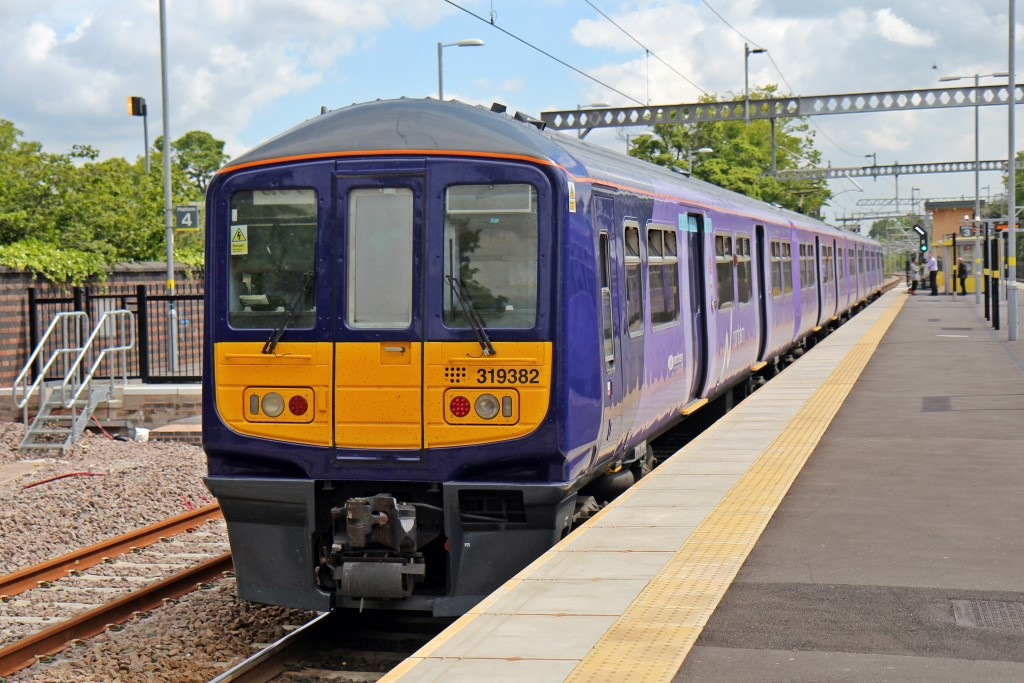
Een Northern Electrics British Rail Class 319 op het nieuwe perron 3, in 2015.

- 1tpu naar Warrington Bank Quay
- 2tpu naar Wigan North Western
- 1tpu naar Manchester Victoria
- 1tpu naar Preston
- 5tpu naar Liverpool Lime Street
- 1tpu naar Liverpool South Parkway

## Galerij

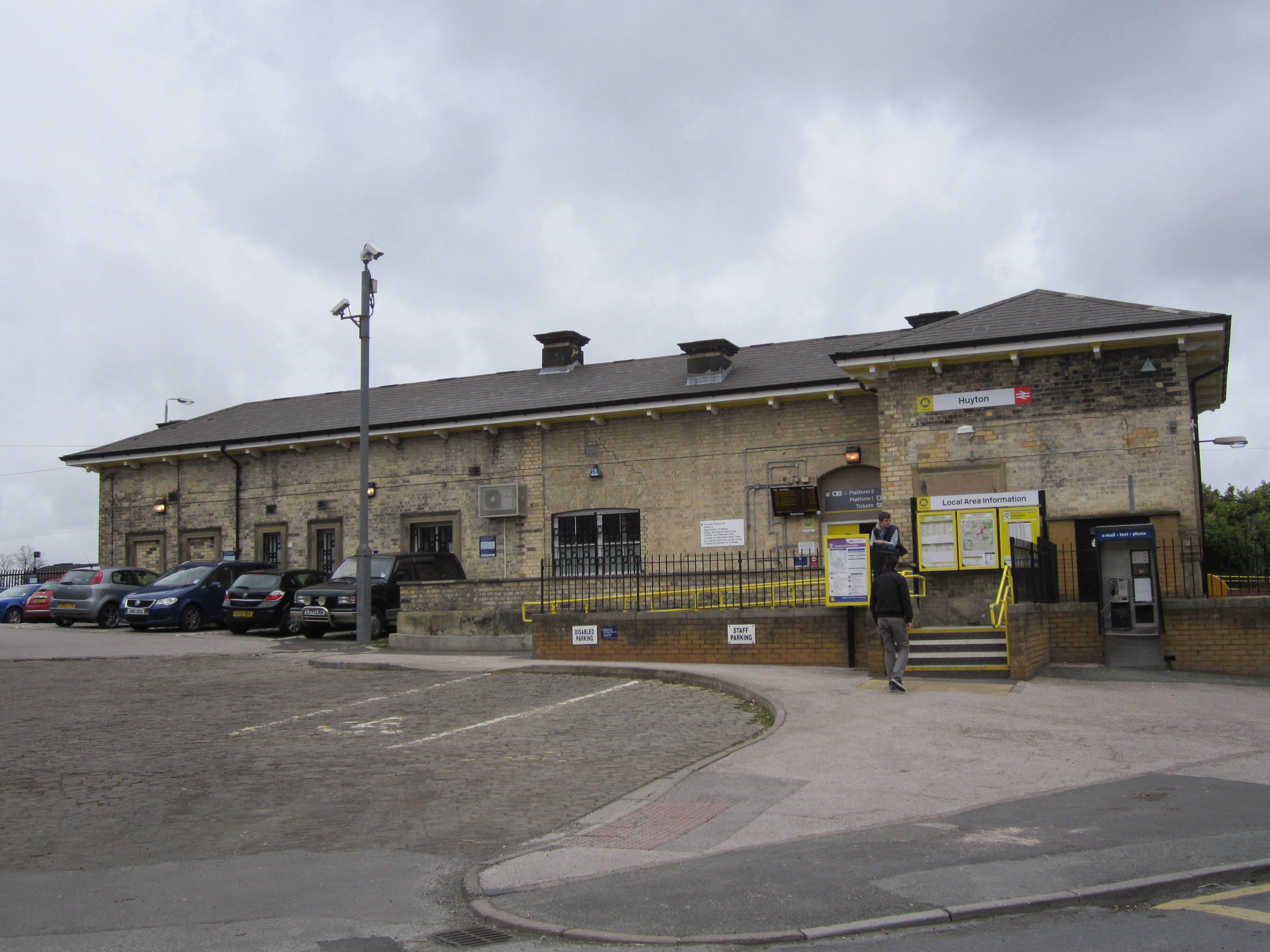
Het stationsgebouw, gezien vanaf de weg
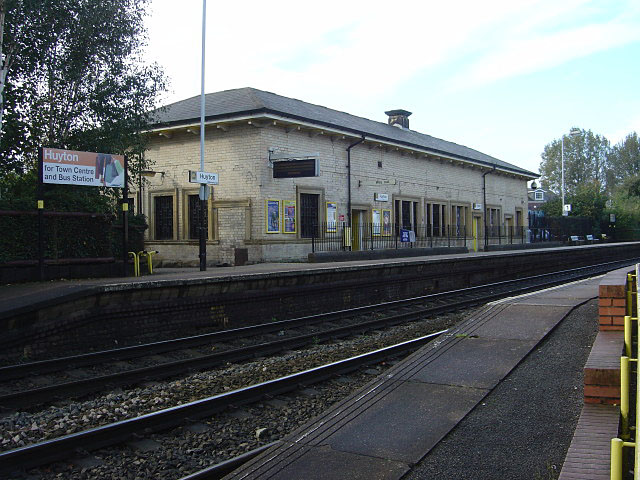
Het stationsgebouw, gezien vanaf het perron
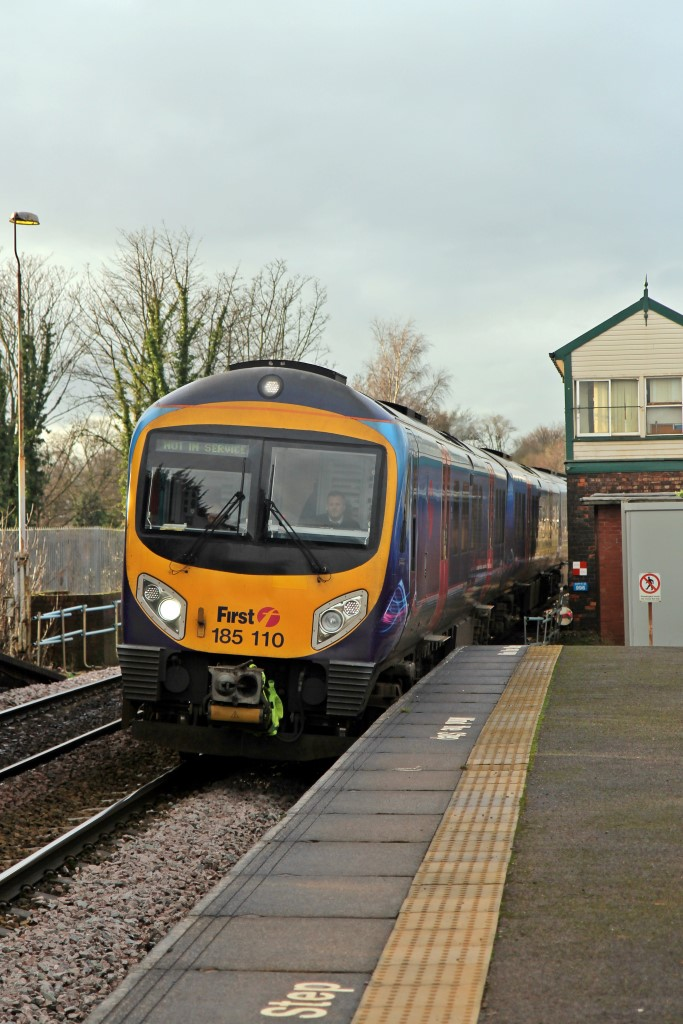
Een First TransPennine British Rail Class 185 passeert het seinhuis